# Actio damnum iniuriae
Actio damnum iniuriae – w prawie rzymskim powództwo przysługujące poszkodowanemu przeciwko sprawcy bezprawnego uszkodzenia rzeczy (damnum iniuria datum).
Powództwo to zwano również actio legis Aquiliae, od ustawy lex Aquilia regulującej m.in. odpowiedzialność z tytułu deliktu bezprawnego uszkodzenia cudzej rzeczy.

## Charakterystyka powództwa
Actio damnum iniuriae było powództwem osobowym. Na jej podstawie sprawca szkody odpowiadał za najwyższą wartość zabitego niewolnika lub czworonożnego zwierzęcia domowego (pecus), jaką miał niewolnik lub zwierzę w ciągu roku poprzedzającego zabicie, bądź w ciągu 30 dni, jeżeli tylko bezprawnie zranił niewolnika lub zwierzę. Jeżeli zranione lub zabite zwierzę nie należało do kategorii pecus, sprawca również odpowiadał za najwyższą wartość, jaką miało zwierzę w ciągu 30 dni poprzedzających wyrządzenie szkody. Jeżeli sprawca negował istnienie szkody, kara podlegała podwojeniu (duplum).
Sprawca odpowiadał, jeżeli szkoda nastąpiła wskutek jego działania bezprawnego, bezpośrednio oddziałującego na rzecz oraz jeżeli rzecz została rzeczywiście uszkodzona.
Jeżeli sprawca wywołał szkodę działaniem pośrednim (np. doprowadził do zagłodzenia cudzego niewolnika), wówczas przysługiwała przeciw niemu actio utilis ex lege Aquilia. Jeżeli sprawca nie zniszczył ani nie uszkodził rzecz, zaś szkoda polegała na wyjęciu rzeczy spod władztwa właściciela (np. poprzez pomoc niewolnikowi w zbiegnięciu), wówczas sprawca odpowiadał z tytułu actio in factum ad exemplum legis Aquiliae. Od kodyfikacji justyniańskiej wszystkie te powództwa połączono w actio legis Aquiliae.